# Hexacinia pellucens
Hexacinia pellucens är en tvåvingeart som beskrevs av Hardy 1970. Hexacinia pellucens ingår i släktet Hexacinia och familjen borrflugor. Inga underarter finns listade i Catalogue of Life.